# Павлова Марія Василівна
Марі́я Васи́лівна Па́влова, до шлюбу Гортинська (* 27 червня 1854, Козелець Чернігівської губернії — † 23 грудня 1938, Москва) — українська палеонтологиня та палеозоологиня, 1916 — докторка зоології, 1921 — академік ВУАН, 1930 — почесна член АН СРСР.

## Життєпис
Народилася 1854 року в Козельці, батько — високоосвічений лікар.
1872 року закінчила Київський інститут шляхетних дівчат, 1884 — Паризький університет (Сорбонну).
З 1886 року працює в палеонтологічному відділі Геологічного музею Московського університету — і майже до кінця життя.
З 1908 року читає лекції лекції по палеонтології в університеті ім. А. Шанявського.
У 1919-30 роках — професорка Московського університету. Перша жінка-професорка, котра очолила кафедру палеонтології Московського університету.
Разом з чоловіком О. П. Павловим організувала при Московському університеті геологічний музей з палеонтологічним відділом. Музей Російський державний геологорозвідувальний університет імені Серго ОрджонікідзеМосковського геологорозвідувального інституту ім. О. П. та М. В. Павлових.

## Праці
Праці Павлової стосуються викопних ссавців Півдня України та Молдавії, розглядала причини вимирання тварин:
- «Етюди з палеонтологічної історії копитних» — 1887—19071,
- «Причини вимирання тварин у минулі геологічні епохи» — 1924,
- «Палеонтологія» — ч. 1—2, 1927—29.

## Професійне членство
Павлова була членкинею багатьох наукових організацій, у тому числі:
- Московське товариство натуралістів
- Почесний член Мінералогічного товариства (Почесний член)
- Московське товариство любителів природничих наук, антропології та етнографії
- Російське географічне товариство
- Уральське товариство любителів природничих наук
- Новоросійське товариство натуралістів
- Російське гірниче товариство
- АН УРСР (почесний член)